# Eksikator
Eksikator je vrsta laboratorijskog pribora koja služi sušenju i čuvanju higroskopnih tvari.
Dvodijelni su i građeni od debelog, lijevanog stakla. U donji dio polaže se tvar koja na sebe navlači vlagu, a iznad nje, na porculansku pregradu s velikim otvorima, stavlja se tvar namijenjena sušenju.
Kao sredstva za navlačenje vlage koriste se: bezvodni kalcijev klorid, silika-gel onečišćen kobaltovim(II) kloridom, koncentrirana sumporna kiselina, fosforov(V) oksid, granulirani natrijev hidroksid, magnezijev perklorat, natrijev sulfat, i ostali.
Većina modernih eksikatora predviđena je za evakuiranje, te su kuglastog oblika, opremljeni pipcem i građeni od plastične mase.